# Lithophane holophaea
Lithophane holophaea là một loài bướm đêm trong họ Noctuidae.